# Rozhledna Bernard
Rozhledna Bernard se nachází v centru Humpolce, v areálu stejnojmenného pivovaru. Jedním z autorů rozhledny je Petr Bernard (bratr ředitele pivovaru).

## Historie rozhledny
První myšlenky na „pivovarskou“ rozhlednu sahají před rok 2016. V květnu 2017 vzešlo z architektonické soutěže technické řešení rozhledny a téměř i její konečná podoba. V roce 2019 bylo zahájeno technologické rozšíření pivovaru, jehož součástí byl i vznik návštěvnického zázemí včetně rozhledny. Stavba započala v srpnu 2020, dokončena byla v lednu 2021. Po pauze způsobené pandemií covidu-19 byla rozhledna otevřena 1. června 2022.

## Konstrukce
Osmiboká ocelová příhradová konstrukce, která nese točité schodiště, volně obepíná komín plynové kotelny. Vyhlídkový ochoz se nachází ve výšce 33 m (čímž o 3 metry – nadmořskou výškou dokonce o 9 m – přesahuje vyhlídku na věži 200 m vzdáleného kostela sv. Mikuláše). Celková výška s komínovým nástavcem činí 40,7 m. Schodiště i vyhlídka jsou opatřeny bezpečnostním pletivem. Automatický turniket hlídá nejvyšší povolený počet návštěvníků (25).

## Výhled
Rozhledna nabízí kruhový výhled na město, jeho dominanty (pivovar, Horní náměstí s kostelem sv. Mikuláše, 90m komín DH Dekor) a blízké okolí – např. hrad/rozhledna Orlík, dálniční most na Vystrkově, vrch Melechov, hrad Lipnice aj.

## Kritika
Rozhledna jako nová dominanta města se stala i terčem kritiky. Architektovi Petrovi Machkovi „na první pohled nesedí“ a míní, že rozhledna přebíjí význam ostatních dominant města. Komín sice již v areálu pivovaru stál, ale díky kovové konstrukci se stal mohutnějším a i o něco vyšším.

## Galerie

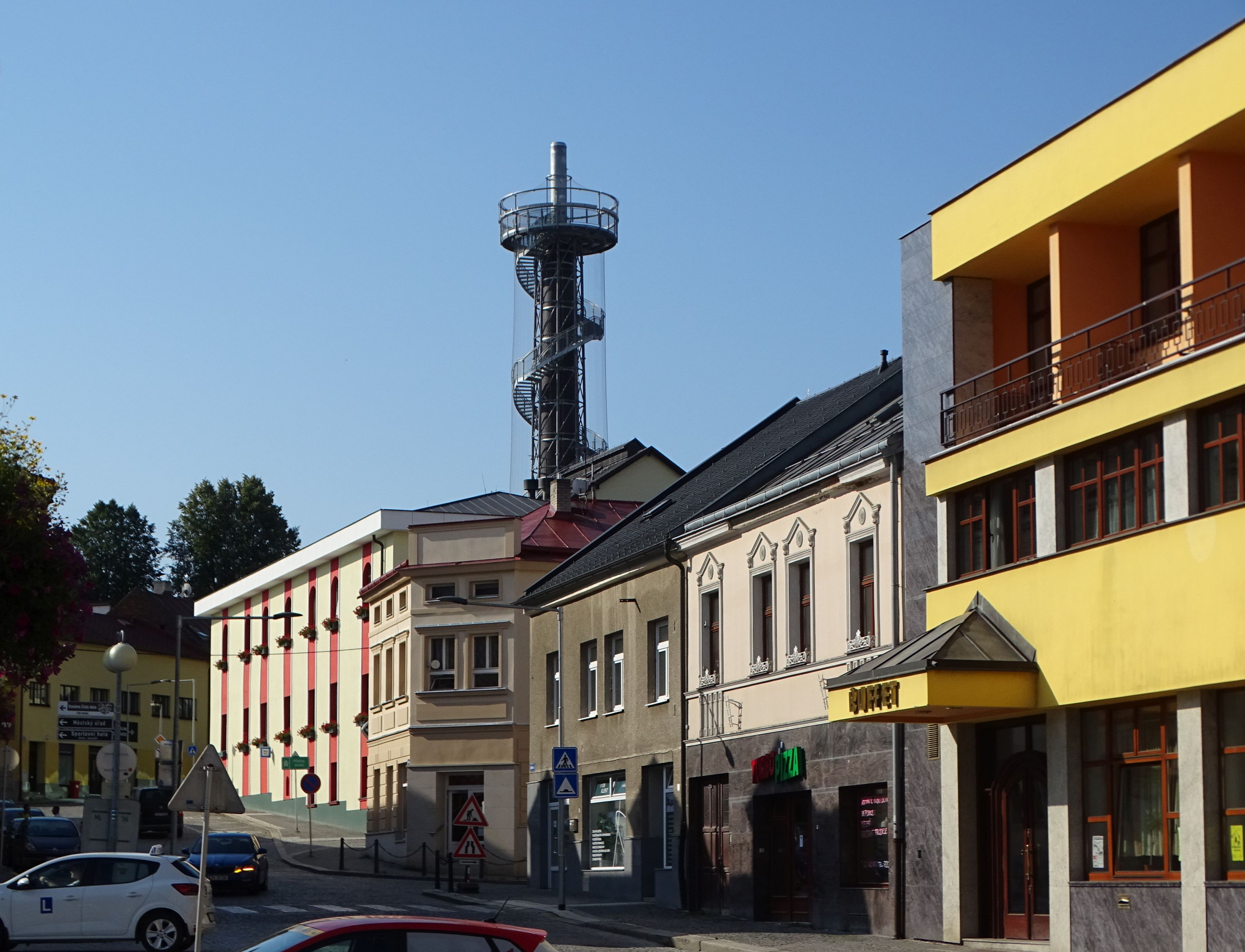
Pohled od Horního náměstí
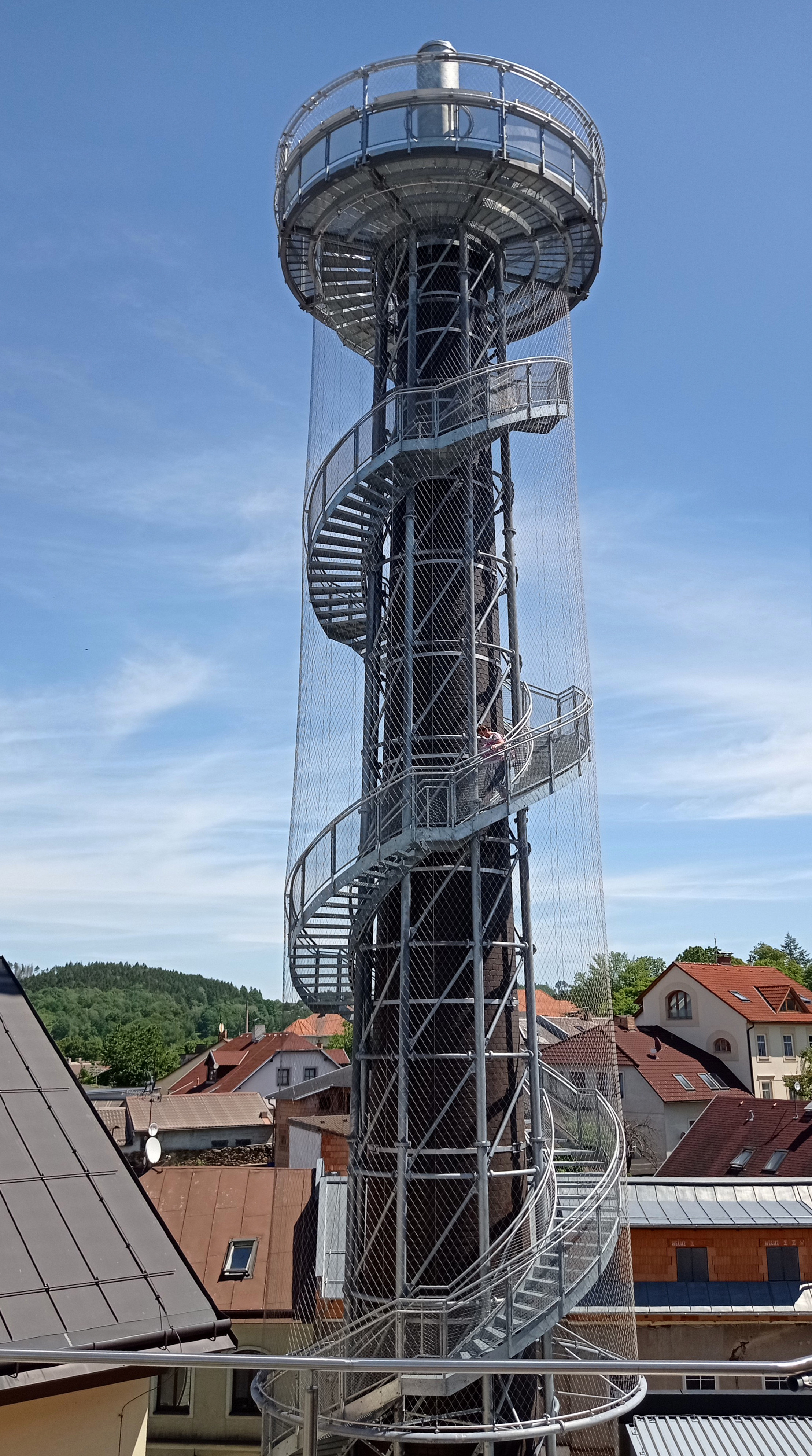
Pohled z pivovarské restaurace
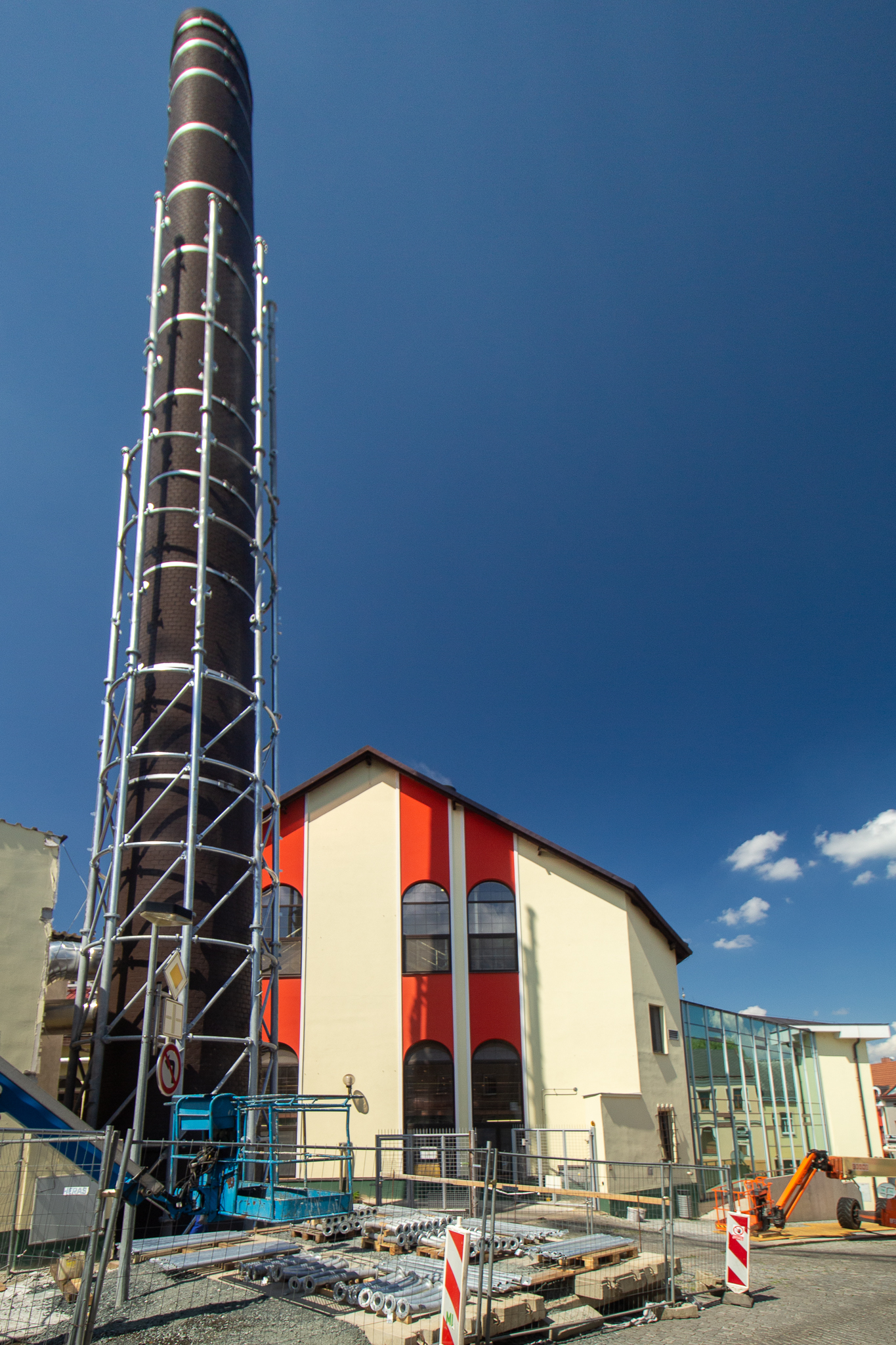
Stavba nosné konstrukce (srpen 2020)